# Nico Bouvy
Nicolaas Jan Jerôme "Nico" Bouvij (Banda Neira, Illes de Banda, 11 de juliol de 1892 – La Haia, 14 de juny de 1957) va ser un futbolista neerlandès que va competir a començament del segle xx. Jugà com a davanter i en el seu palmarès destaca la medalla de bronze en la competició de futbol dels Jocs Olímpics d'Estocolm, el 1912.
Bouvij va comença a jugar al futbol al DFC de La Haia, on jugà al costat dels seus tres germans i va debutar al primer equip el 1910. Després de tres temporades passà a jugar en la lliga alemanya amb l'Altona 1893. A partir de 1914 i fins a 1923 jugà al HFC Haarlem.
A la selecció nacional jugà un total de 9 partits, en què marcà qautre gols. Debutà contra Anglaterra el 1912 i disputà el seu darrer partit en un amistós contra la mateixa selecció anglesa el novembre de 1913.